# Картагенски владения в Испания
Картагенските владения в Испания просъществуват от 575 до 206 г. пр.н.е., когато картагенците търпят съкрушително поражение в битка при Илипа по време на Втората пуническа война.
Началото на пуническото присъствие в Иберия се слага след основането на първата картагенска колония Ебес. Това е периода в който града-майка на пунически Картаген - Тир, е последователно под асирийска и халдейско вавилонска власт (ср. асирийски плен и вавилонски плен). Това обстоятелство позволява на пуните от Картаген да се еманципират и постепенно понякога доброволно, понякога насилствено да поставят финикийските колонии в Западното Средиземноморие и отвъд Херкулесовите стълбове под свой контрол и власт, изграждайки своя Картагенска морска или презморска конфедерация.
Някъде в периода около битката при Алалия, пунически Картаген разгромява Тартес, което му позволява да се замогне и окончателно и безвъзвратно да се въздигне благодарение на огромното богатство на Тартес, за което съобщават всички антични автори.